# Natriumtrichlooracetaat
Natriumtrichlooracetaat of TCA-natrium (ISO-naam) is een onkruidbestrijdingsmiddel. Het is het natriumzout van trichloorazijnzuur.

## Toxicologie en veiligheid
Blootstelling aan natriumtrichlooracetaat irriteert huid, ogen en luchtwegen. De stof is niet brandbaar. Ze reageert met sterke basen, waarbij chloroform vrijkomt. Natriumtrichlooracetaat is milieugevaarlijk en met name giftig voor waterorganismen.